# Coniopteryx (Xeroconiopteryx) atlasensis
Coniopteryx (Xeroconiopteryx) atlasensis is een insect uit de familie van de dwerggaasvliegen (Coniopterygidae), die tot de orde netvleugeligen (Neuroptera) behoort. 
Coniopteryx (Xeroconiopteryx) atlasensis is voor het eerst wetenschappelijk beschreven door Meinander in 1963.